# Lengeler
Lengeler (en luxembourgeois : Lengler) est un village de la commune belge de Burg-Reuland situé en Communauté germanophone de Belgique et Région wallonne dans la province de Liège.
Avant la fusion des communes de 1977, Lengeler faisait partie de la commune de Reuland.
Le village compte 137 habitants.

## Situation
Le petit village de Lengeler se trouve sur la rive gauche et le versant nord du ruisseau Mühlbach, un affluent de l'Ulf. Il concentre ses habitations principalement le long de la rue principale.
La localité se raccorde à la route nationale 62 Saint-Vith - Grand-Duché de Luxembourg dont la frontière se trouve à 2,5 km. Elle avoisine aussi le village de Dürler situé plus au nord. Lengeler était la dernière gare belge de la ligne ferroviaire 47 faisant désormais partie du RAVeL.
L'altitude du village avoisine les 470 m (à la chapelle).

## Patrimoine
La chapelle principale dédiée à Saint Jean-Baptiste a été construite entre 1934 et 1936 d'après les plans de l'architecte Schultzen.
La chapelle Mutter-Gottes a été inaugurée le 20 juin 1999. Elle se trouve sur un site remarquable, à flanc de colline, sous un chêne centenaire et à côté d'une grande croix de bois dressée sur un rocher.